# Medora (Indiana)
Medora è un comune degli Stati Uniti d'America, situato nello Stato dell'Indiana, nella contea di Jackson.